# Јарко Имонен
Јарко Имонен (фин. Jarkko Immonen; Рантасалми, 19. април 1982) је фински хокејаш који тренутно игра у руском клубу Ак Барс. Игра на позицији центра.

## Каријера
Каријеру је почео у финском клубу СаПКо. За овај клуб је играо од 1997. до 2000. Затим прелази у Туто. где остаје једну годину, а затим прелази у Есјат. Након годину дана проведених у овом клубу одлази на драфт. На драфту су га као 254. пика изабрали Торонто мејпл лифси, али никад није одиграо ниједан меч за овај клуб. После драфта се поново враћа у Финску. У периоду од 2002. до 2005. играо је за JYP Jyväskylä.
Торонто мејпл лифси су га 2004. трејдовали у Њујорк ренџерсе у замену за Брајана Лича. Међутим због штрајка играча (није играна сезона у НХЛ-у) дебитовао је тек следеће сезоне. За Њујорк је играо од 2005. до 2007. године. После две године проведене у Њујорку, поново се враћа у Финску, у JYP Jyväskylä. Са овим клубом 2009. године осваја титулу у Финском шампионату. Године 2009. прелази у руски клуб Ак Барс. Са руским клубом осваја Континенталну хокејашку лигу 2010. године.

### Репрезентација
Иммонен је освојио са Хокејашком репрезентацијом Финске бронзану медаљу на Зимским олимпијским играма 2010. у Ванкуверу и златну медаљу на Светском првенству 2011. где је постигао највише голова (9 у 9 утакмица) и највише поена (12) на турниру. Он је такође ушао у најбољи тим Светског првенства.